# Lingbei (sockenhuvudort i Kina, Zhejiang Sheng, lat 27,60, long 119,66)
Lingbei (kinesiska: 岭北乡, 村尾) är en sockenhuvudort i Kina. Den ligger i provinsen Zhejiang, i den östra delen av landet, omkring 300 kilometer söder om provinshuvudstaden Hangzhou. Antalet invånare är 1 802. Befolkningen består av 802 kvinnor och 1 000 män. Barn under 15 år utgör 17,0 %, vuxna 15-64 år 62 %, och äldre över 65 år 19,0 %.
Runt Lingbei är det ganska tätbefolkat, med 134 invånare per kvadratkilometer. Närmaste större samhälle är Kengdi, 14,4 km väster om Lingbei. I omgivningarna runt Lingbei växer i huvudsak blandskog.
Genomsnittlig årsnederbörd är 2 328 millimeter. Den regnigaste månaden är juni, med i genomsnitt 383 mm nederbörd, och den torraste är januari, med 67 mm nederbörd.